# マリア・テレーザ・ダズブルゴ＝トスカーナ
マリア・テレーザ・ダズブルゴ＝トスカーナ（イタリア語: Maria Teresa d'Asburgo-Toscana、1801年3月21日 - 1855年1月12日）は、サルデーニャ王カルロ・アルベルトの妃。

## 生涯
トスカーナ大公フェルディナンド3世と妃ルイーザ・マリアの三女として、ウィーンで生まれた。当時、父フェルディナンド3世はナポレオン・ボナパルトに国を占領され亡命の身であった。
1817年にトスカーナのフィレンツェで、当時はカリニャーノ公だったカルロ・アルベルトと結婚した。2人は3子をもうけた。
- ヴィットーリオ（1820年 - 1878年） - サルデーニャ王、のちイタリア王
- フェルディナンド（1822年 - 1855年） - ジェノヴァ公
- マリア・クリスティナ（1826年 - 1827年）

1849年に夫と死別後、公の場に姿を現すことはなく、1851年には故国トスカーナへ戻った。1855年に死去し、トリノのスペルガ聖堂へ埋葬された。
| マリア・テレーザ・ダズブルゴ＝トスカーナ ハプスブルク＝ロートリンゲン家 1801年3月21日 - 1855年1月12日 |                                                |                                                 |
| イタリア王室                                                                                          |                                                |                                                 |
| 先代 マリア・クリスティーナ・ディ・ボルボーネ＝ドゥエ・シチリエ                                       | サルデーニャ王妃 1831年4月27日 – 1849年3月23日 | 次代 マリーア・アデライデ・ダズブルゴ＝ロレーナ |